# سفارة أوزبكستان في بولندا
سفارة أوزبكستان في بولندا هي أرفع تمثيل دبلوماسي لدولة أوزبكستان لدى بولندا. تقع السفارة في وارسو وهي تهدف لتعزيز المصالح الأوزبكستانية في بولندا.

## وصلات خارجية
- الموقع الرسمي
- قائمة سفارات أوزبكستان
- قائمة السفارات في بولندا